# العلاقات البوتانية الغينية
العلاقات البوتانية الغينية هي العلاقات الثنائية التي تجمع بين بوتان وغينيا.

## مقارنة بين البلدين
هذه مقارنة عامة ومرجعية للدولتين:
| وجه المقارنة                                              | بوتان          | غينيا       |
| --------------------------------------------------------- | -------------- | ----------- |
| المساحة (كم2)                                             | 38.39 ألف      | 245.86 ألف  |
| عدد السكان (نسمة)                                         | 807.61 ألف     | 12.72 مليون |
| الكثافة السكانية (ن./كم²)                                 | 21.04          | 51.74       |
| العاصمة                                                   | تيمفو          | كوناكري     |
| اللغة الرسمية                                             | لغة دزونكا     | لغة فرنسية  |
| العملة                                                    | نغولترم بوتاني | فرنك غيني   |
| الناتج المحلي الإجمالي (بليون دولار)                      | 2.51 مليار     | 10.50 مليار |
| الناتج المحلي الإجمالي (تعادل القوة الشرائية) بليون دولار | 6.49 مليار     | 15.24 مليار |
| الناتج المحلي الإجمالي الاسمي للفرد دولار أمريكي          | 2.66 ألف       | 531         |
| الناتج المحلي الإجمالي للفرد دولار أمريكي                 | 7.82 ألف       | 1.22 ألف    |
| مؤشر التنمية البشرية                                      | 0.605          | 0.411       |
| رمز المكالمات الدولي                                      | +975           | +224        |
| رمز الإنترنت                                              | .bt            | .gn         |
| المنطقة الزمنية                                           | ت ع م+06:00    | 00          |

## منظمات دولية مشتركة
يشترك البلدان في عضوية مجموعة من المنظمات الدولية، منها:
| علم المنظمة | اسم المنظمة                        | تاريخ انضمام بوتان | تاريخ انضمام غينيا |
| ----------- | ---------------------------------- | ------------------ | ------------------ |
|             | مؤسسة التنمية الدولية              | 28 سبتمبر 1981     | 26 سبتمبر 1969     |
|             | يونسكو                             | 13 أبريل 1982      | 2 فبراير 1960      |
|             | وكالة ضمان الاستثمار متعدد الأطراف | 21 أكتوبر 2014     | 5 أكتوبر 1995      |
|             | الأمم المتحدة                      | 21 سبتمبر 1971     | 12 ديسمبر 1958     |
|             | الاتحاد البريدي العالمي            | ?                  | ?                  |
|             | البنك الدولي للإنشاء والتعمير      | 28 سبتمبر 1981     | 28 سبتمبر 1963     |
|             | منظمة حظر الأسلحة الكيميائية       | ?                  | ?                  |
|             | مؤسسة التمويل الدولية              | 1 ديسمبر 2003      | 22 أكتوبر 1982     |
|             | منظمة الشرطة الجنائية الدولية      | ?                  | ?                  |

## وصلات خارجية
- موقع وزارة الخارجية البوتانية